# جان سی. مالون
جان سی. مالون (انگلیسی: John C. Malone؛ زادهٔ ۷ مارس ۱۹۴۱) کارآفرین، بازرگان و مدیر ارشد اجرایی آمریکایی است، که در حال حاضر به‌عنوان رئیس هیئت مدیره شرکت‌های لیبرتی مدیا و لیبرتی گلوبال فعالیت می‌کند.